# Tiszalök
Tiszalök [tisalek] (ukrajinsky Тисалйок, Tisaljok) je město ve východním Maďarsku v župě Szabolcs-Szatmár-Bereg, spadající pod okres Tiszavasvári, blízko hranic se župou Borsod-Abaúj-Zemplén. Město leží na řece Tise. Nachází se asi 24 km západně od Nyíregyházy. V roce 2015 zde žilo 5 395 obyvatel. Podle údajů z roku 2001 zde bylo 98 % obyvatel maďarské a 2 % romské národnosti.
Ve městě se nachází vodní elektrárna. Velkou potíží při dopravě z Tiszalöku do obce Tiszatardos, která se nachází na druhé strany řeky, je to, že chybí most. Je zde však možná doprava trajektem.
Nejbližšími městy jsou Nyírtelek, Rakamaz, Tiszavasvári a Tokaj. Blízko jsou též obce Gávavencsellő, Nagycserkesz, Szorgalmatos, Tiszadada, Tiszaeszlár, Tiszanagyfalu a Tiszatardos.